# José de Lemos e Nápoles Manoel
José de Lemos e Nápoles Manoel foi um político português.

## Biografia
Senhor da Casa de Serzedo, em Moimenta da Beira, Moimenta da Beira, Bacharel formado em Direito pela Faculdade de Direito da Universidade de Coimbra, Governador Civil do Distrito da Guarda e Deputado da Nação.

## Casamento e descendência
Casou com Rufina Cândida Sarmento de Vasconcelos e Castro (3 de Março de 1846 - 4 de Outubro de 1869), filha do 1.º Barão de Moimenta da Beira e 1.º Visconde de Moimenta da Beira, com descendência.